# 可变数据打印
可变数据打印（英語：Variable-data printing，缩写VDP）是一种按需印刷以及数字印刷方式，具體是指在不停机或不降低印刷速度的情况下，一个印刷页面中的元素如文本、图形和图像在下一个印刷页面中可以立即改变，且使用的信息来自数据库或外部文件。例如，一组具有相同排版的个性化字母，可以用不同的名字和地址来印刷。可变数据打印主要应用于直接营销、客户关系管理、广告、发票和邮件的群发、
宣传册或明信片活动。

## 可变数据打印
可变数据打印是数字印刷的直接产物，它利用计算机数据库、数字印刷设备和高效的软件来创建高品质的全彩色文档，外观媲美传统胶印。相比于平版胶印“大规模生产”的单个产品，可变数据打印通过数字印刷技术使印刷品的大规模定制成为可能。不同于生产10,000份相同的产品并提供其给10,000名客户，可变数据打印可以印刷10,000份独特的、带有定制信息的产品。
可变打印的赢利是浮动的，从一般费用的双倍到10-15倍都是有可能的。当然，这取决于印刷的内容和内容的相关性，但该技术为市场营销活动提供了一个有效的工具来增加投资回报率。
可变打印分为几个层次。最基本的层面包括更改每个印品上的称呼或姓名，这很像群发邮件。其次是更复杂的可变数据打印使用不同“版本”，在不同的市场也许存在各种不同的定制，基于不同的客户群来改变文本和图像。最后是完全可变打印，文本和图像都可以为每位客户改变。所有的可变数据打印都基于一条基础的设计理念，即一个页面上的静态元素（不变元素）和可变区域都要被打印。而不变的元素在每一页面中的位置实际上是相同的，可变区域被文本或图像填满，且受一系列的应用、页面的风格和数据库中的数据所限制。
可变数据打印包含三种主要的操作方法。
第一个方法，加载一个静态文件到打印机内存，打印机服从一下指令，即通过打印机驱动程序或光栅图像处理器（RIP）来打印任何发送到到打印机驱动程序或RIP的静态文件。可变数据可以被打印在静态文件的上面。这种方法是执行VDP最简单的方法，但是它的功能小于典型的群发邮件。
第二个方法是在打印之前使用标准的软件将静态和可变元素结合在打印文件中。这就产生了一个传统的（潜在的、巨大的）打印文件，
其中每个图像被合并到每一页。这种方法的缺点是运行很多非常大的打印文件会使RIP的处理能力崩溃。当发生这种情况，打印速度可能变得非常慢，对于超过几百页的印刷品来说是不切实际的。
第三个方法是在打印前使用专门的VDP软件将静态和可变元素结合在打印文件中。这将产生最佳的打印文件，如PDF/ VT，PostScript或PPML （页面存档备份，存于），打印速度可以达到最高，因为RIP只需要处理静态元素一次。

## VDP软件与服务
许多软件程序包可以用来合并文本和图像并转换成的VDP打印文件。有些是独立的一体化全面系统, 例如是 SYNC Infographic VDP Generator （页面存档备份，存于）。 但是大部分可变数据打印软件程序包实际上是一个或多个排版软件如AAdobe Creative Suite的插件模块。
除了VDP软件，VDP印刷程序可能也需要其它的软件包辅助。邮件发送软件在美国是必要的（美国邮政服务），加拿大利用批量邮寄 （页面存档备份，存于）降低邮资。使用邮件软件在创建VDP打印文件前进行预先分类和验证，并生成邮件地址的条形码。然后页面会按照正确分类的邮政编码顺序被打印。也许还需要使用软件来管理数据的质量（如对于删除重复信息）和一致性。在软件购买方面，许多公司提供分类服务，如VDP相关的打印文件，邮件和数据服务。

## VDP软件与服务供应商
下面是提供可变数据打印过程中合并文件软件及服务、邮件预分类或数据清理的公司名单。

| Company                      | Product                                        | Software/Service     | 标题文字 | 标题文字 | 标题文字 |
| ---------------------------- | ---------------------------------------------- | -------------------- | -------- | -------- | -------- |
| AccuZIP, Inc.                | AccuZIP6 5.0                                   | Software & Service   |          | Yes      | Yes      |
| Address Logics, LLC          | AddressLogics v1.2                             | SaaS                 |          |          | Yes      |
| UCCSOFT                      | SmartVizor variable data publishing software   | Software & Service   | Yes      | Yes      | Yes      |
| VDPSOFT                      | PaperPath variable data printing software      | Software & Service   | Yes      | Yes      | Yes      |
| VDPSOFT                      | StarForm e-bills and statements platform       | Software & Service   | Yes      | Yes      | Yes      |
| Adobe                        | InDesign                                       | Software             | Yes      |          |          |
| Anchor Computer              |                                                | Service              | (A)      | Yes      | Yes      |
| BCC Software                 | Mail Manager                                   | Software & Service   |          | Yes      | Yes      |
| Bitstream                    | Pageflex                                       | Software             | Yes      |          |          |
| Capella Technologies         | FormPort Suite                                 | Software             | Yes      | Yes      | Yes      |
| Corporate Press              |                                                | Service              | Yes      | Yes      | Yes      |
| DCS System                   |                                                | Software             | Yes      |          |          |
| dBase                        | dBase                                          | Software             |          |          | Yes      |
| Data Services Inc            |                                                | Service              |          | Yes      | Yes      |
| Digital Formatting Services  | EZ-VDP                                         | Service              | Yes      | Yes      | Yes      |
| Digital Formatting Services  | EZ-VDP Addressing                              | Service              | Yes      | Yes      |          |
| DirectSmile                  | VDP Studio                                     | Software             | Yes      |          |          |
| Dove Direct                  | VDP Solutions                                  | End-to-End Solutions | Yes      | Yes      | Yes      |
| Em Software                  | EmData                                         | Software             | Yes      |          |          |
| facemediagroup               | Variable Data Printing                         | Software             | Yes      | Yes      | Yes      |
| Finite Matters               | PatternStream                                  | Software             | Yes      |          |          |
| Flex Systems                 | FlexMail                                       | Software             | Yes      | Yes      | Yes      |
| Flex Systems                 | FlexStream                                     | Software             | Yes      |          |          |
| GMC Software Technology      | Inspire                                        | Software             | Yes      | Yes      | Yes      |
| Hewlett-Packard              | SmartStream Designer                           | Software             | Yes      |          |          |
| Impact Marketing Specialists | ImpactOrder                                    | Software & Services  | Yes      | Yes      | Yes      |
| Infigo Software              | Catfish                                        | Software             | Yes      |          |          |
| Eastman Kodak                | Darwin                                         | Software             | Yes      |          |          |
| JBM Systems, Inc.            | OctoTools                                      | Software             | Yes      |          |          |
| Jet Letter                   | PageBuilder                                    | Software             | Yes      |          |          |
| Lortondata                   | A-Qua Mailer                                   | Service              |          | Yes      | Yes      |
| Lytrod Software              | VisionDP                                       | Software & Service   | Yes      |          |          |
| Lytrod Software              | Proform Designer                               | Software & Service   | Yes      |          |          |
| Meadows Publishing           | DesignMerge Pro                                | Software             | Yes      |          |          |
| Microsoft                    | Microsoft Access                               | Software             | (B)      |          |          |
| Microsoft                    | Microsoft Excel                                | Software             |          |          | Yes      |
| Microsoft                    | Microsoft Word                                 | Software             | (B)      |          |          |
| Objectif Lune                | Printshop Mail                                 | Software             | Yes      |          |          |
| Objectif Lune                | PlanetPress                                    | Software             | Yes      |          |          |
| OnPro Digital, LLC           | Custom Impression                              | Software             | Yes      | Yes      | Yes      |
| Peachtree Data               |                                                | Service              |          | Yes      | Yes      |
| Pitney Bowes                 | AddressRightPro                                | Software & Service   |          | Yes      |          |
| PTI Marketing Technologies   | FusionPro                                      | Software             | Yes      | (C)      | (C)      |
| Satori Software              | MailRoom ToolKit Architect                     | Software             |          | Yes      | Yes      |
| Satori Software              | Bulk Mailer                                    | Software             |          | Yes      | Yes      |
| Smart Soft                   | Smart Addresser 2020                           | Software             |          | Yes      |          |
| Syncreation Technology       | SYNC Infographic VDP Generator                 | (E)                  | Yes      | Yes      | Yes      |
| TEC Mailing Solutions        | MailPreparer                                   | SaaS                 |          | Yes      | Yes      |
| TEC Mailing Solutions        | MailListCleaner                                | SaaS                 |          |          | Yes      |
| TEC Mailing Solutions        | WebServices                                    | SaaS API             | (D)      | Yes      | Yes      |
| Xerox                        | Variable Data Intelligent Postscript Printware | Software             | Yes      |          |          |
| XMPie                        | uProduce                                       | Software             | Yes      | Yes      | Yes      |

- （A）从Objectif Lune供应VDP软件
- （B）生产传统的（非RIP的优化）打印文件
- （c）由TEC Mailing Solutions, LLC提供的地址卫生和预分类的一体化
- （D）在许多常用的VDP解决方案中，如Flex Systems,FlexMail和PTI’s, FusionPro的嵌入功能，TEC Mailing Solution的Web服务API被用于无缝集成地址卫生和预分类。
- （E）由 Syncreation Technology Limited 研發 VDP 一體化方案 , 一個全方位 Total Solution, 由設計模版(Infographic 軟件操作模式), 變量數據配置, 生成PDF/IMAGES, 及發送EMAIL給客戶, 一體化應用。
- (F)  由UCCSOFT研发SmartVizor variable data publishing software，从1999年起，已持续为上千家客户提供可变数据软件，支持高速批量生成个性化PDF可变数据电子文档功能，可变数据、可变条码、可变图片、可变图表，不仅打印，也可生成电子文档或图片等电子版本。
- (G)  由VDPSOFT研发的StarForm电子单证系统，支持保单、账单、物理单证等的电子化和个性化自动化功能。

## 优势
可变数据打印和传统印刷的区别在于其中所包含的个性化。个性化使企业连接到客户。可变数据打印不仅是页面中名称或地址的改变；以前名称变更是很有用的，因为当时这是一个新的概念。而现在个性化反映的是客户的价值。为了使VDP获得成功，企业必须了解客户。例如，喜爱棒球运动的客户收到一张来自VDP的印着自己喜欢的棒球运动员的明信片。明信片是有效的，因为客户很有可能阅读上面的内容。一个无用功的VDP明信片例子如下，邮寄一张足球运动员的明信片给这个客户，如果客户在足球没有兴趣，那么他可能就不会注意的这张明信片。这个想法是通过与客户联系的能力附加价值给他们。个性化允许公司联系、沟通客户，可与潜在客户建立联系，并保持与现有客户的关系。一个潜在的客户可以转化为客户甚至是忠诚的客户。企业要获得忠诚的客户，可变数据印刷可以凭借优质的工作和服务帮助他们达成目标。
另一个优势是可变数据打印提高了反应速度和反应时间。个性化吸引消费者的关注，通过邮寄使得反应速度提高。个性化同时也增加了响应时间，因为邮寄的宣传单对消费者的影响使消费者更快作出反应。顾客不会看一看放下稍后就忘记了，所以可能需要几个星期才能收到回应。

## 消费者
消费者是可变数据印刷的最为重要的部分。为了使活动取得成功，企业必须拥有客户的必要数据。数据非常重要，因为它决定什么时候开始营销产品。如果企业不了解它们的潜在消费者或客户，可能就会失去这些客户或没有意识到选错了目标人群。一个产品并不适用于每个人，所以了解目标消费者的需求、期望和爱好很重要。例如，想要卖狗给一个养猫的人并不可行。这些产品对消费者没有什么用，所以重要的是在营销前了解目标消费者。市场调研是经常被用来获取消费者的信息；它也是营销计划的第二步。下面有个例子关于市场如何运用问卷调查来了解消费者。问卷调查刺激消费者完成他们，所以通常有较高的回应率，因为消费者认为完成调查是有价值的。一旦目标消费者被发现，营销所需要的数据可以被使用。这个数据是可变的。研究获得的数据将存入数据库，在这里数据将被放入可变模块。可变元素的一个例子是年龄。年龄决定特定的年龄人群收到何种信息。

## 一体化
可变数据打印可以与其他平台相结合，如PURLS、email blasts和 QR codes；这三个平台是公认的营销手段。许多人都发现为了成功进行营销，综合使用所有的平台非常有优势。群发邮件和PURLS使企业顾客的信息。群发邮件能包含一定的个性化信息，但通常不太多。PURL中包含大量的个性化信息，它是个性化的统一资源定位（URL）。总之，这是一个过度平台，它也是获得消费者大多数信息的地方。群发邮件包含一个PURL，它引导消费者进入个性化的页面。PURL使企业通过所要求的信息获得消费者的信息。 QR码可以被添加到一个明信片上。它的工作原理和群发电子邮件相同。它引导消费者到网页。综合三个平台有助于营销。

## 概念的起源
可变数据打印这个术语来源于弗兰克•罗马诺（罗彻斯特理工学院影像艺术与科学学院印刷媒体学校名誉教授），罗马诺先生并没有因为塑造了这个术语得到广泛赞誉，但重要的是早在1969年他就是用了这个术语。在1999年出版的“个性化和数据库打印”就是他和David Broudy共同撰写的。
合并静态文档元素和可变文档元素的概念早于这个时间，那时就出现了各种应用，从简单的桌面“邮件合并”到金融业和银行业复杂的主机应用等等。过去VDP常常与数码印刷机器联系在一起。但是近年来这种技术的应用已普及到网页，电子邮件，和移动信息。

## 另请参阅
- 桌面出版
- 邮件合并
- 数码印刷
- 动态出版 （页面存档备份，存于）
- 大规模定制
- 平版印刷（完全不可变）
- 按需印刷（通常不可变）
- 交易单的印刷 （页面存档备份，存于）（高度的变化）